# Elena Berežnaja
Elena Viktorovna Berežnaja (in russo Елена Викторовна Бережная?; Nevinnomyssk, 11 ottobre 1977) è un'ex pattinatrice artistica su ghiaccio russa, specializzata nel pattinaggio artistico su ghiaccio a coppie.
Con il partner Anton Sicharulidze ha vinto i mondiali nel 1998 e nel 1999, la medaglia d'argento ai Giochi olimpici invernali 1998 e la medaglia d'oro ai Giochi olimpici invernali 2002. In quest'ultima occasione la coppia è stata al centro di uno scandalo legato ai voti di scambio che riguardavano anche una giudice francese; ai due pattinatori russi non venne ritirato l'oro, ma insieme a loro venne premiata anche la coppia canadese formata da Jamie Salé e David Pelletier.

## Palmarès

### Con Sicharulidze
| Internazionali | Internazionali | Internazionali | Internazionali | Internazionali | Internazionali | Internazionali |
| Evento | 1996–1997      | 1997–1998      | 1998–1999      | 1999–2000      | 2000–2001      | 2001–2002      |
| --- | -------------- | -------------- | -------------- | -------------- | -------------- | -------------- |
| Giochi olimpici invernali |                | 2°             |                |                |                | 1°             |
| Campionati mondiali | 9°             | 1°             | 1°             |                | 2°             |                |
| Campionati europei | 3°             | 1°             | R              | 1° SQ          | 1°             |                |
| CS/GP Finale |                | 1°             | 2°             | 3°             | 2°             | 2°             |
| GP Cup of Russia | 5°             |                | 1°             |                | 1°             | 1°             |
| GP Lalique | 3°             | 1°             |                |                | 1°             | 1°             |
| GP Nations Cup |                | 2°             |                |                |                |                |
| GP NHK Trophy |                |                | 1°             |                |                |                |
| GP Skate America |                |                | 1°             | 3°             |                |                |
| GP Skate Canada |                |                |                | 1°             | 2°             |                |
| Goodwill Games |                |                | 1°             |                |                | 1°             |
| Nazionali |                |                |                |                |                |                |
| Campionati russi | 2°             | 2°             | 1°             | 1°             | 1°             | 1°             |
| R = Ritirati SQ: Dopo aver vinto l'oro sono stati squalificati perché Berezhnaya è risultata positiva alla pseudoefedrina, sostanza assunta per motivi medici ma senza informare l'ISU come richiesto dal regolamento. La coppia non è stata ammessa al Campionato del mondo del 2000 perché Berezhnaya stava scontando una squalifica di tre mesi dalla data del test antidoping. |                |                |                |                |                |                |

### Con Oleg Shliakhov
| Internazionali            | Internazionali | Internazionali | Internazionali | Internazionali |
| Evento                    | 1992–1993      | 1993–1994      | 1994–1995      | 1995–1996      |
| ------------------------- | -------------- | -------------- | -------------- | -------------- |
| Giochi olimpici invernali |                | 8°             |                |                |
| Campionati mondiali       | 14°            | 7°             | 7°             |                |
| Campionati europei        | 8°             | 8°             | 5°             |                |
| Skate America             |                |                | 4°             | 3°             |
| Skate Canada              |                | 4°             | 2°             |                |
| Trophée de France         |                |                | 2°             | 1°             |
| Nations Cup               |                |                |                | 3°             |
| NHK Trophy                |                |                | 4°             |                |
| Goodwill Games            |                | 4°             |                |                |
| Nebelhorn Trophy          |                | 2°             |                |                |
| Piruetten                 | 2°             | 4°             |                |                |
| Skate Israel              |                |                |                | 2°             |